# Ugo de Censi
Ugo de Censi Scarafoni (Polaggia, 26 de enero de 1924-Lima, 2 de diciembre de 2018) fue un sacerdote y artista italiano, nacionalizado peruano, miembro de la congregación salesiana y párroco del pueblo peruano de Chacas, desde 1976 hasta su fallecimiento en 2018. Fue el fundador y conductor de la Operación Mato Grosso, un movimiento juvenil laico de ayuda social creado en Italia en 1967.
Fue ordenado sacerdote en 1952, tras lo cual, trabajó como guía espiritual en un reformatorio juvenil de Milán por 16 años. En 1967 fundó la Operación Mato Grosso para, por medio del trabajo con los jóvenes del reformatorio, brindar ayuda a las familias más pobres de la región brasileña del Mato Grosso, dado el éxito de este movimiento cooperativo de bases laicas, decidió expandir su radio de acción en los Andes peruanos, llegando en 1976, al pueblo ancashino de Chacas como sacerdote de la Parroquia San Martín Papa. 
Durante su misión en Chacas fundó la Escuela Taller Don Bosco, para la formación de los niños y huérfanos más pobres de la zona, y en adelante lideró la reconstrucción del templo de Chacas y su retablo mayor, la construcción del Hospital Mama Ashu. Creó seminarios, conventos, casas de niños especiales, albergues de ancianos, colegios salesianos, talleres de tejido y tallado, granjas, viveros, refugios de alta montaña, el Oratorio Don Bosco en los Andes, etc. obras que en suma abarcan los territorios más desfavorecidos de la región, y algunos pueblos de Apurímac, Cuzco, Cajamarca y Lima. También se encargó de la reconstrucción del Santuario de Pomallucay, las iglesias de San Luis, Tauca, Yanama, Pallasca, Polloc (Cajamarca) y la catedral de Nuevo Chimbote.
Tras 42 años como párroco de Chacas, falleció en Lima a los 94 años. Sus exequias fúnebres se prolongaron por 6 días y fue sepultado a los pies del Retablo Mayor de Chacas, el 8 de diciembre de 2018.

## Biografía

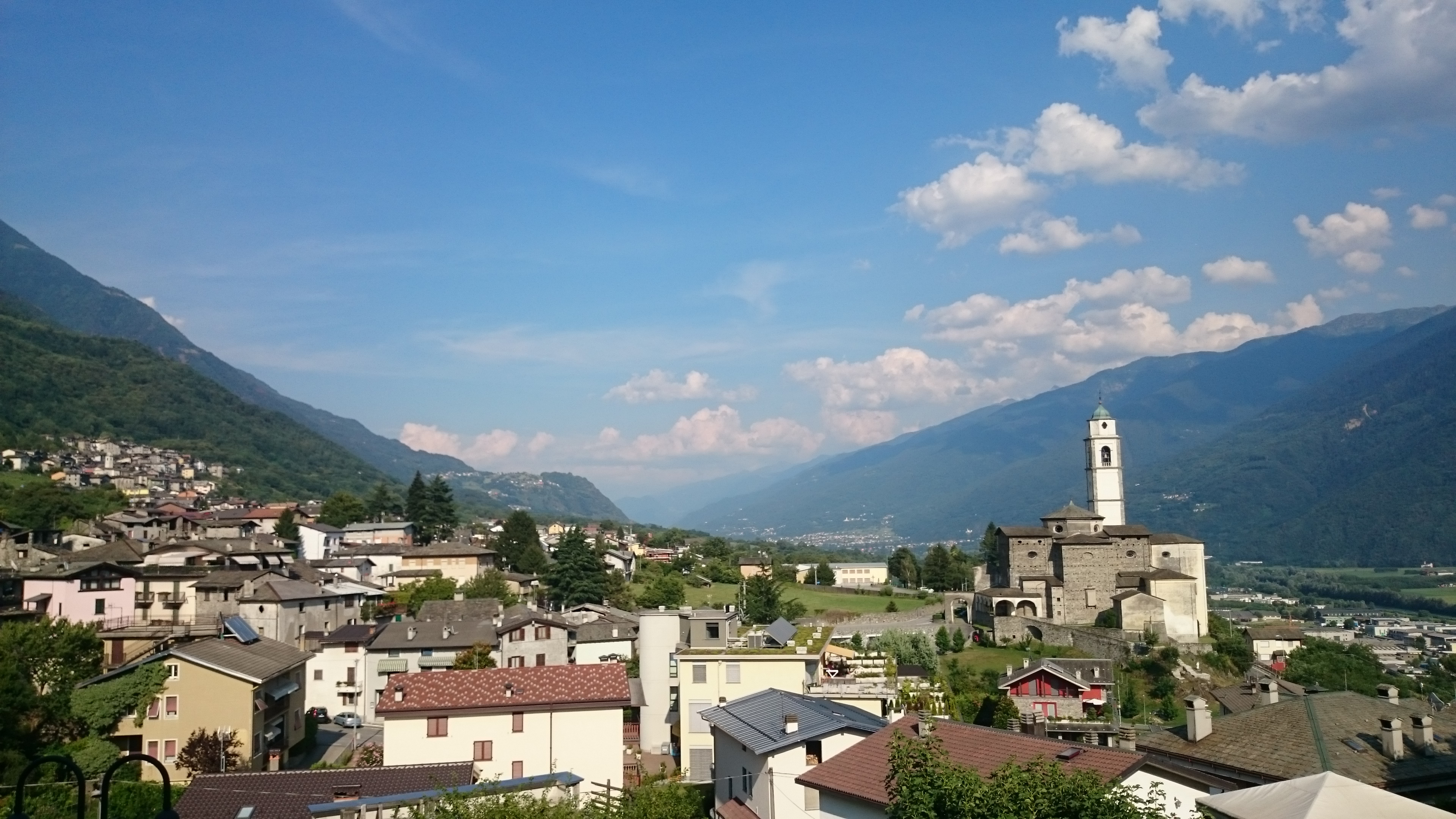
El padre Ugo nació en el barrio de Polaggia, del pueblo de Berbenno di Valtellina, en la región de Lombardía.

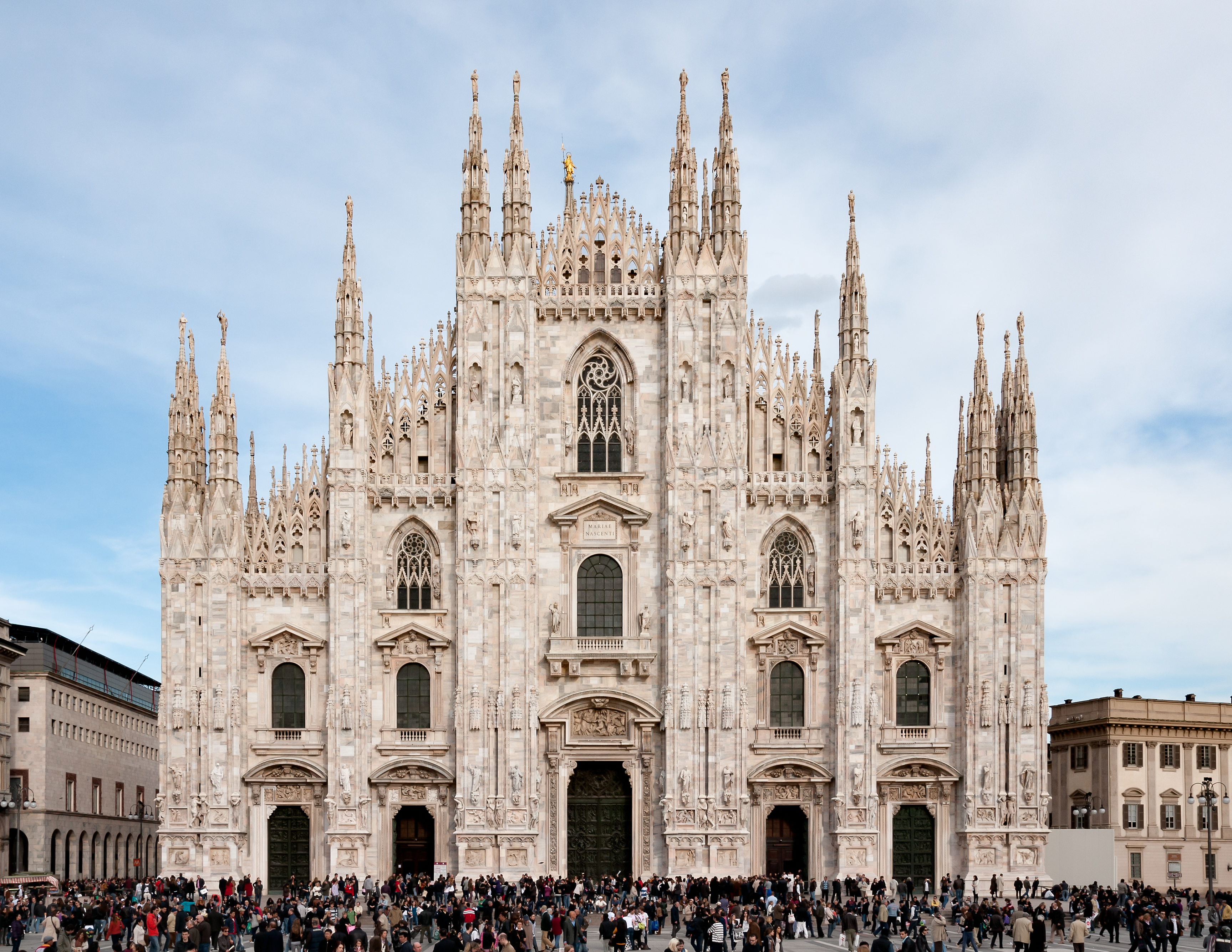
Catedral de Milán, lugar de su ordenación, el 8 de marzo de 1951.

### Infancia y juventud
Ugo de Censi nació el 26 de enero de 1924, en el pueblo de Polaggia, provincia de Sondrio, Italia. De familia humilde, fue el segundo de seis hermanos (entre los que destaca también Giovanni de Censi, expresidente del Banco de Crédito Valtellinese y exmiembro del Banco Vaticano), hijos del matrimonio formado entre Vincenzo de Censi y Úrsula Scarafoni. Cuando tenía 9 años fue inscrito junto a su hermano Ferruccio en un colegio salesiano, institución que los formaría para decidirse finalmente a formar parte de la congregación de salesianos.
En 1940, su madre falleció a causa de la tuberculosis, y su padre partió a la Segunda Guerra Mundial. Durante este tiempo, Ugo estuvo internado en el hospital Santa Corona, cerca de Génova a causa de la Tuberculosis osteoarticular, sin embargo, tras su peregrinación a la gruta de Lourdes, mejoró notablemente y logró completar sus estudios graduándose en teología y ciencias políticas, para ser ordenado sacerdote el 8 de marzo de 1952 en la catedral de Milán, consagrado por el cardenal beato Alfredo Ildefonso Schuster. Luego de su ordenación, permaneció como catequista y guía espiritual en el reformatorio juvenil de la ciudad de Arese, cerca de Milán, donde trabajó durante casi veinte años con niños y jóvenes con problemas de conducta. Esta etapa, según cuenta, fue la más difícil de su vida, al punto de que llegó a cuestionarse la existencia de Dios, y su propia razón de existencia en el mundo: «la catequesis no servía en aquellos chicos, se escapaban del oratorio (...) Allí aprendí que las palabras religiosas no sirven para nada. Los muchachos que escuchaban mis sermones se daban media vuelta. Y al final, frente a mi decepción, algunos decían: ¿pero te has mirado?, ¿no ves qué cara tienes?, intenta por lo menos quererme un poco».

### Operación Mato Grosso
En 1965, participó en Roma, del XIX º Capítulo General de los Salesianos, donde conoció al padre Pietro Melesi, representante de los Salesianos de América Latina. Este fue invitado a quedarse durante el verano en el reformatorio de Arese donde habló con los jóvenes sobre su trabajo en el pueblo brasileño de Poxoreo — lugar donde cumplía sus labores de misionero — y sobre las condiciones de pobreza de toda la región brasileña del Mato Grosso. Durante el invierno, luego de la reunión con el misionero, De Censi pensó que sería buena idea llevar a los jóvenes conflictivos a campos de trabajo, para ayudar la causa del padre Pietro. Les propuso "que dieran todo de sí, no para ellos, sino para los más necesitados", sorpresivamente, los jóvenes respondieron a su llamado. De Censi recaudó dinero en compañía de dos salesianos e inscribieron a los voluntarios para el viaje Brasil en el siguiente verano. La primera delegación partió en 1967, sin el padre, pues tuvo una recaída a causa de la tuberculosis ósea. El grupo de misioneros construyó un centro juvenil en Poxoreo. Luego de aquella experiencia, el padre y sus colaboradores decidieron continuar con el trabajo misionero en Poxoreo y en toda la región del Mato Grosso, fundando así, la Operazione Mato Grosso (OMG), y dirigiendo a los jóvenes voluntarios en campos de trabajo para la colecta de provisiones y dinero en el norte de Italia.
Después de su nacimiento, la OMG se enfrentó a la agitación cultural y política de los sesenta y setenta, que se tradujeron en el seno de la obra con un discurso más atento a los temas del Tercer Mundo. Sin embargo, esta visión estaba fuera de la óptica salesiana que la criticaba y desconfiaba de su autonomía, a la vez que no compartía la falta de reglas escritas de la OMG, así como la apertura demasiado desinhibida para los laicos de la obra misionera. Solo en 1992 hubo un acuerdo legal y definitivo entre De Censi y sus superiores: le dieron la libertad de seguir con la OMG a través de la fórmula ABSENTIA A DOMO RATIONE APOSTOLATUSo " Ausencia de la casa religiosa por motivos apostólicos".

### Chacas y los talleres Don Bosco

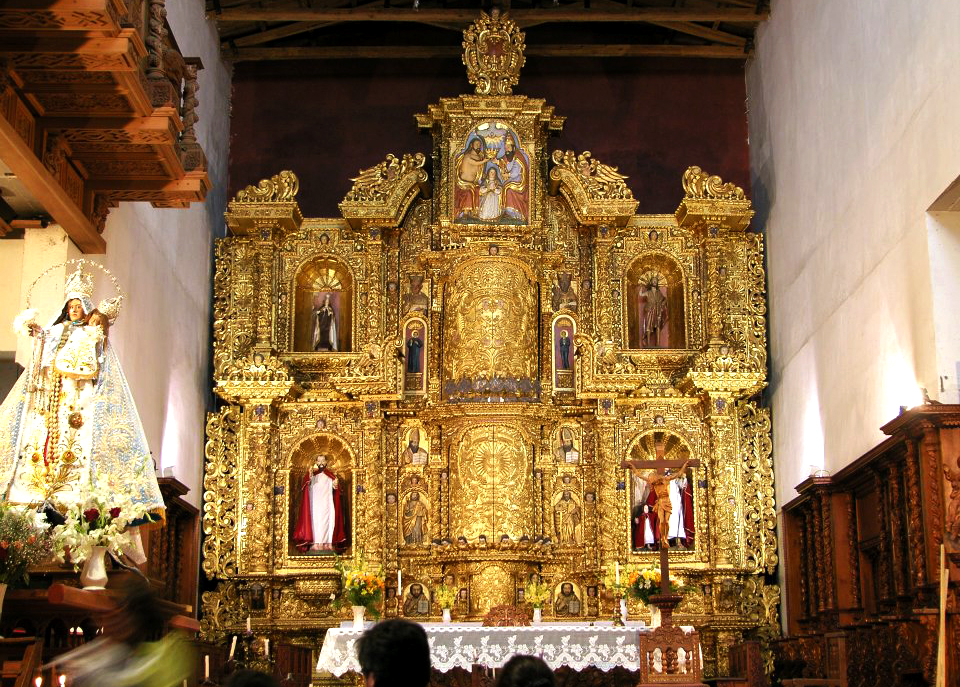
El padre indicó que quedó impresionado con la belleza del retablo de mediados del siglo XVIII, construido gracias al auge minero de Chacas en la época virreinal.

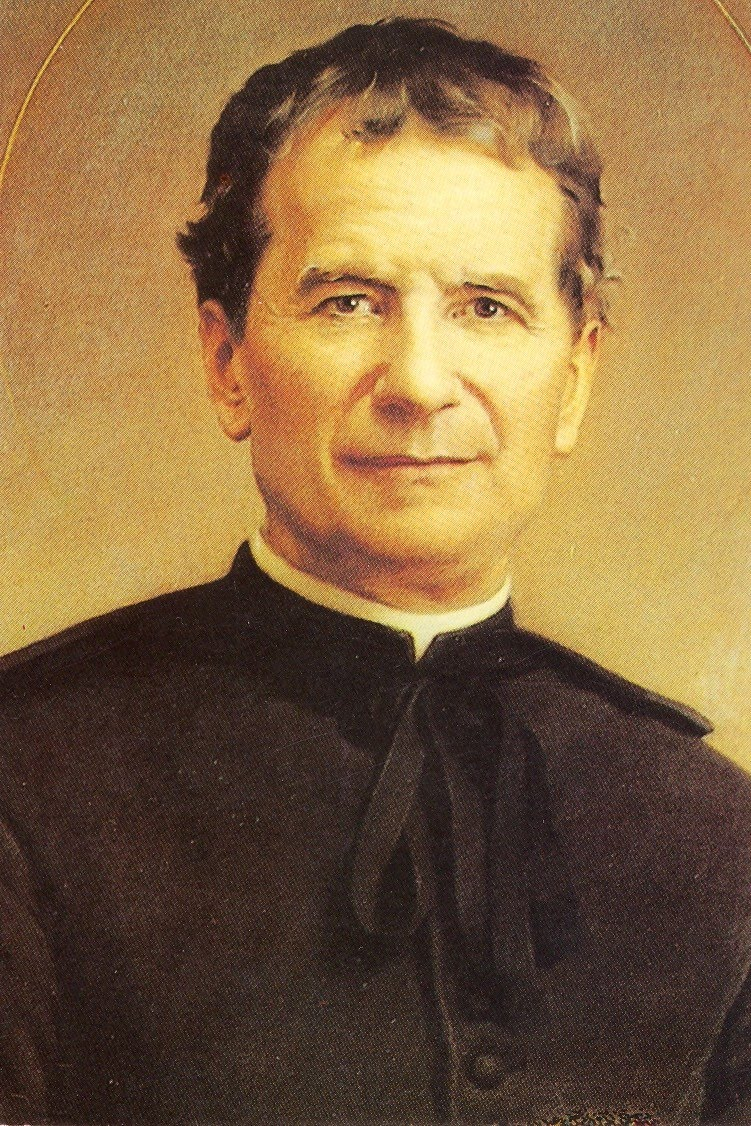
San Juan Bosco, sacerdote y educador, fundador de la Congregación Salesiana, fue el principal modelo de vida del padre Ugo.

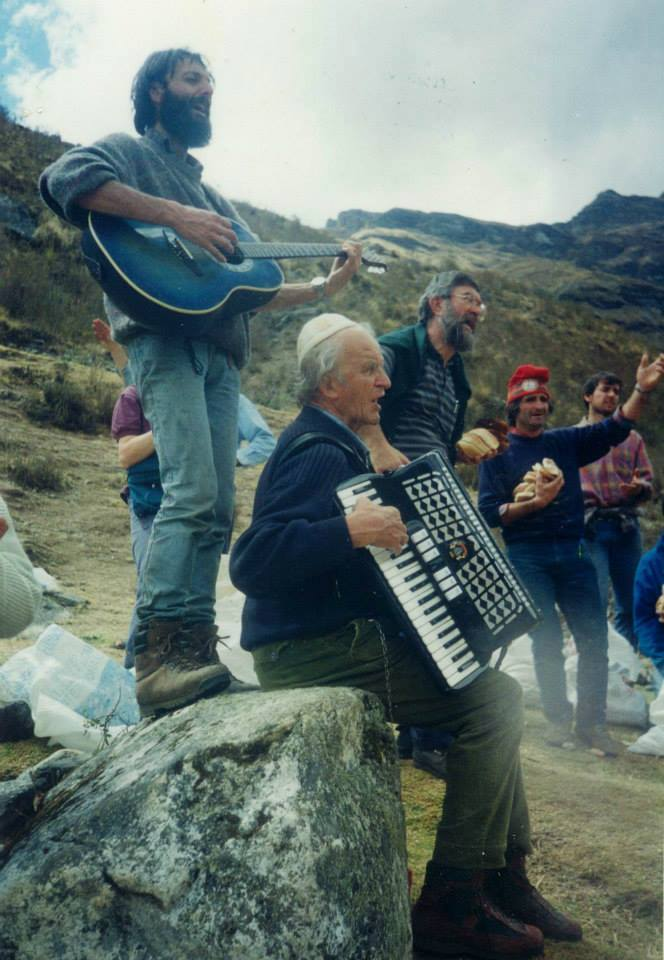
Ugo de Censi y el padre Daniel Badiali, durante la fiesta de los oratorianos "Luz y Alegría" (Puna de Wecroncocha, Chacas - 1995).

En 1976, cuando la tarea de la OMG era conocida en Brasil, De Censi llegó al Perú acompañado del entonces Obispo de Huari, Dante Frasnelli quien le designó la parroquia de Chacas, perteneciente a la entonces prelatura de Huari. Hacía 15 años que Chacas no tenía un sacerdote estable.

«A los 52 años me quedaba difícil dejar la vida europea en los Alpes, entonces busqué en el mapa un lugar donde hubieran cerros, la cordillera nevada y escogí Chacas.»
 R. P. Ugo de Censi (1988).

Su permanencia en Chacas le mostró la brecha de desigualdad entre algunos pobladores, hacendados y empresarios mineros, y la población rural, que vivía en la pobreza extrema y abandonaba sus tierras para migrar a ciudades en busca de mayores oportunidades. Chacas iniciaba un período de retroceso económico y demográfico debido al cierre de las empresas mineras más grandes del distrito, lo que acarreó a la disminución de la actividad minera, sector que fuera el eje económico desde su fundación en el siglo XVI. Como muestras del auge minero se tienen al retablo mayor de Chacas, el santo sepulcro e invaluables piezas sacras de plata y oro dentro del Santuario de Mama Ashu, obras de arte colonial de las que el padre quedó maravillado a pesar de su deterioro.

«... a partir de la celebración de la primera misa se evidenció la gran diferencia con respecto a sus antecesores; indicó a los feligreses a ubicarse en las bancas de acuerdo con el orden de llegada, sin ninguna distinción, porque hasta entonces era costumbre de los pobladores del campo dejar las primeras filas para las personas "notables" del área urbana;... mostraba un genuino interés por aprender el quechua para así comunicarse con las personas humildes del campo; recorría a pie los senderos de herradura hacia los caseríos más distantes».
 Misael Noriega - Remembranzas Chacasinas (2016)

En una de sus cartas a Italia, describió a Chacas: «Yo había perdido mucho de la exterioridad de la religión. Pero en Chacas volví a ser niño. Y descubrí las cosas sencillas de la fe: la vida de Jesús y la devoción, cantar bien en la iglesia, tener las manos juntas en la oración. Estas cosas las volví a hacer con los muchachos de la misión». «Yo por ahora soy cura», escribía en los primeros meses de su permanencia en los Andes: «Chacas tiene una iglesia enorme, el domingo se llena de gente, todos en silencio. Yo me siento como en casa, siento que son mi gente. Me gusta hacerlos cantar. Siento que me quieren, quisiera conocerlos uno por uno». Luego sigue diciendo: «Yo creo que aquí voy a ser un cura a la antigua: catecismo, canto, visitar a los enfermos, misas... con esta gente que necesita pan, calles, trabajo, higiene. Para encontrar solución a estas necesidades me ayudarán los muchachos de la Operación que vendrán».
En 1978 contrató a un maestro restaurador para que recomponga las piezas más dañadas del arte colonial de la iglesia. El artesano le comunicó que el trabajo tardaría varios años. Debido a ello, decidieron fundar una pequeña escuela de tallado para que los jóvenes ayudaran con la restauración del retablo. El taller inició con veinte de los jóvenes más pobres llegados desde distintos puntos del distrito. El padre Ugo y el maestro quedaron gratamente sorprendidos al notar la habilidad innata para el arte en los chicos. 

«La escuela nació para ayudar a los pobres, los chicos de la sierra. Viendo cómo los campesinos se iban a Lima botando su poncho, su llanqui, su vida, su interioridad; eso me impresionó, ver el éxodo de la tierra. Entonces pensé hacer algo para los chicos, la cosa más importante era darles un trabajo. [...] y así rendir homenaje a la Virgen de la Asunción (patrona espiritual del pueblo), al arte y ayudar a los más pobres»
 R. P. Ugo de Censi (1988).

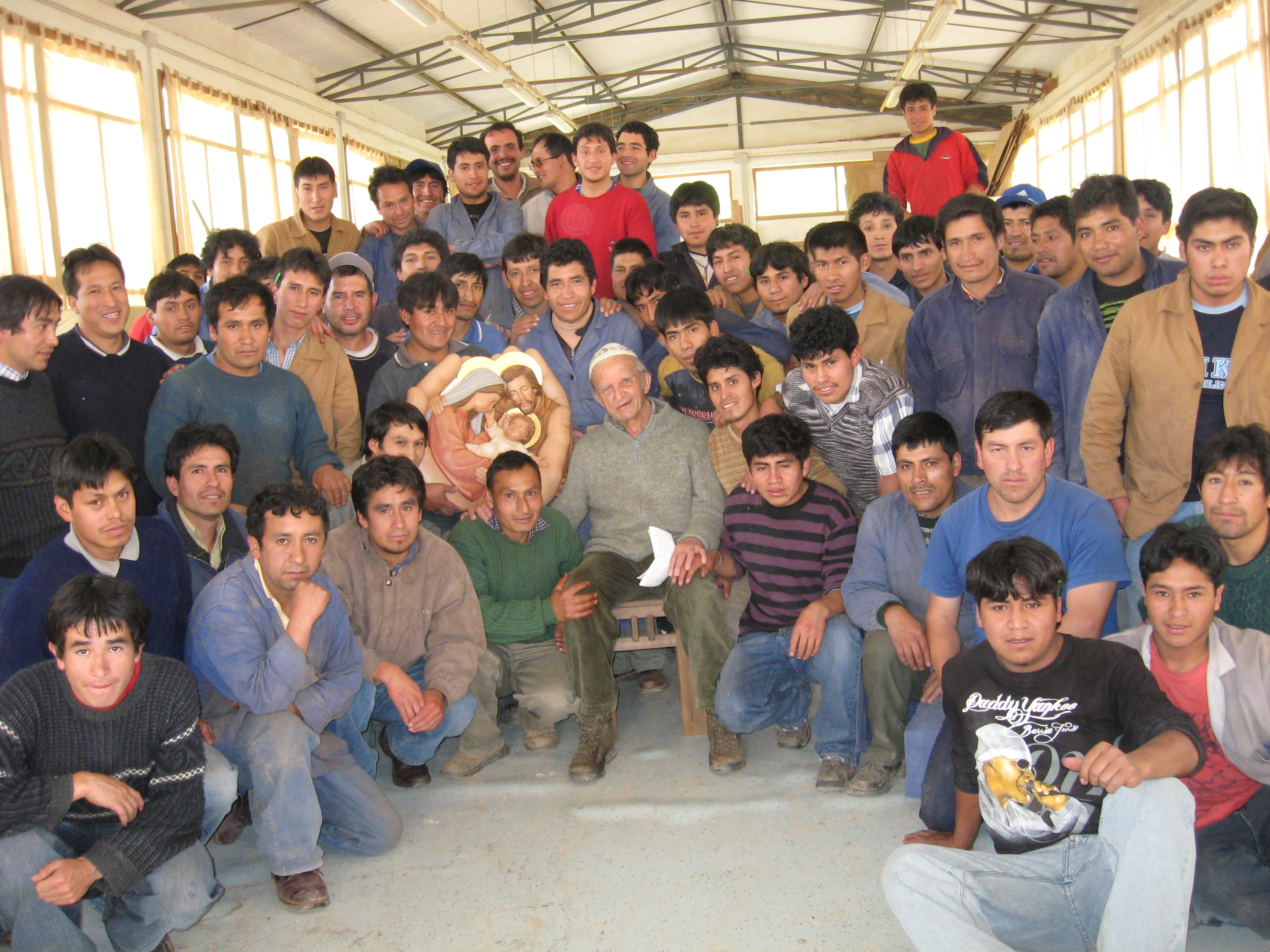
El padre Ugo con los jóvenes artesanos formados en el taller Don Bosco de Chacas.

En 1979 el padre consiguió un convenio con los profesores chacasinos para que los niños del taller fueran educados con los niños del pueblo en las aulas de la escuela de varones de Chacas. Durante las tardes aprendían de los libros de tallado y carpintería en la residencia del padre, quien también les brindaba alojamiento y comida. Tras 5 años, sólo egresaron catorce jóvenes a quienes se les obsequió una caja de herramientas de tallado. Mientras tanto, los trabajos de recolección de donativos, a cargo de los voluntarios de la Operación Mato Grosso en Italia, permitieron reunir los recursos suficientes para construir un taller de carpintería e internado en los terrenos de la parroquia, a espaldas de la iglesia, a donde se mudaron los estudiantes y el padre en 1985. El período de educación se regularizó a 5 años, de acuerdo a los programas escolares de secundaria del gobierno peruano, que reconoció los estudios, para entregar el título profesional de Talladores de Madera.
En 1983, el padre participó activamente en las reuniones para la provincialización del distrito, la comisión pro-provincia planeaba nombrar a la nueva demarcación territorial como Provincia de Chacas, sin embargo, a sugerencia del padre Ugo, el nombre se cambió unánimemente a Asunción, en honor a la santa patrona de Chacas.
En 1985, el padre Ugo fundó la «Cooperativa Don Bosco» para brindar trabajo a los egresados de la escuela, con el fin de que la población joven no migrara para asegurarse su sostenibilidad y se quedaran a vivir en su provincia. Gracias a ello y a diversas iniciativas productivas a cargo del padre 
y sus colaboradores de la OMG, la población urbana de Chacas, que venía en declive con 835 habitantes en 1980, se triplicó al cabo de veinte años y la economía de la provincia se dinamizó disminuyendo la pobreza extrema, la desnutrición y el analfabetismo.
En 2008, el padre Ugo obtuvo la nacionalidad peruana en una ceremonia oficiada en la Cancillería del Perú, a la cual asistió vestido como un poblador de Ande. Visiblemente emocionado, pronunció: 

«Italia es mi patria, el Perú es mi tierra, y los jóvenes mi corazón».

Actualmente el trabajo de los Artesanos Don Bosco es solicitado en el exterior, sobre todo en Europa y Estados Unidos. Los talleres, repartidos en casi toda la sierra oriental ancashina, albergan alrededor de 200 jóvenes cada uno. Dado el buen resultado del proyecto, el padre ha creado escuelas solo para mujeres que hoy en día albergan a 400 niñas aproximadamente.

### Fallecimiento

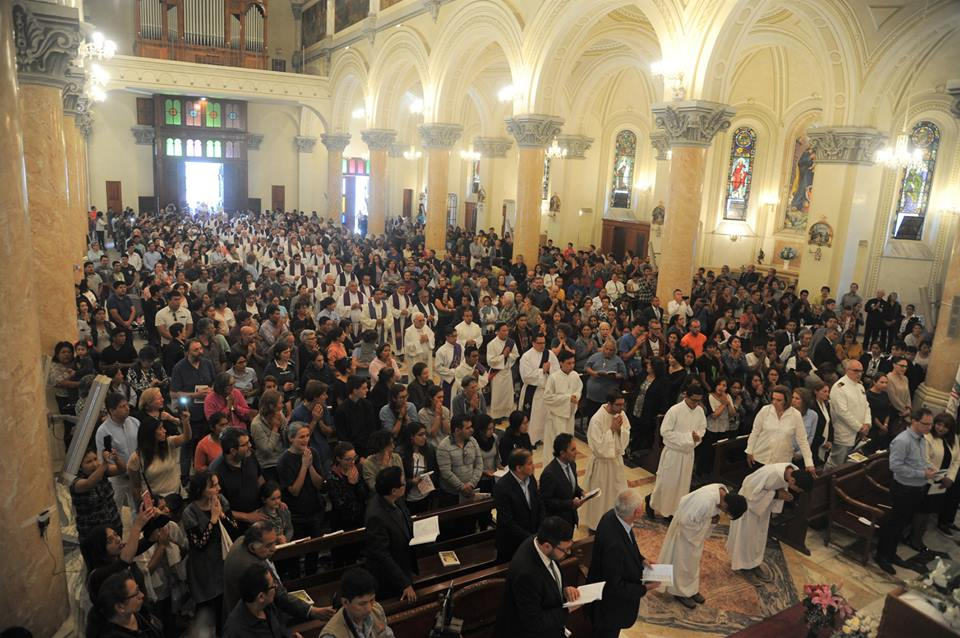
Misa oficiada por el cardenal Cipriani, en la Basílica de María Auxiliadora, Lima.

Desde 2013, a consecuencia de la edad, su salud fue mermando y se vio obligado a dejar las alturas de los Andes. Para mediados del mismo año, delegó el liderazgo de su parroquia mudándose definitivamente a Lima, ciudad desde la que siguió trabajando y liderando las obras de la OMG, concentrado sobre todo en los niños y jóvenes de Nuevo Chimbote y Lima. Tras una larga agonía, falleció en la noche del domingo 2 de diciembre de 2018. En homenaje, se izaron banderas a media asta en varios pueblos de Áncash con parroquias que estuvieron bajo su liderazgo.
Fue velado desde el 3 de diciembre en la Basílica de María Auxiliadora, con misas oficiadas por el Cardenal Juan Luis Cipriani y más de 60 sacerdotes de diversas órdenes religiosas, concelebraron Mons. Miguel Cabrejos, Presidente de la Conferencia Episcopal del Perú, Mons. Adriano Tomassi, Obispo Auxiliar de Lima y Mons. Antonio Santarsiero, Obispo de Huacho. Posteriormente, su féretro fue trasladado hacia Áncash para ser honrado en las parroquias de Jangas y Yanama, siendo homenajeado en Carhuaz, Yungay. 
El 6 de diciembre fue trasladado al pueblo de Chacas donde se celebraron misas a intervalos de 1 hora, ofrecidas por el obispo de Huari, Ivo Baldi, sacerdotes de Chacas y presbíteros formados en el Seminario de Pomallucay. Fue acompañado por miembros de la escuela taller Don Bosco quienes entonaron cánticos en quechua, en el rito de velatorio andino, durante las madrugadas del 7 y 8 de diciembre. Finalmente, el día 8 se celebró una misa de entierro con la participación de más de 40 sacerdotes y la presencia de más 10 000 asistentes. El féretro recorrió en procesión el casco histórico de Chacas y fue sepultado bajo el Retablo Mayor de Chacas y la Virgen de la Asunción.

## Obras destacadas
La colaboración de los misioneros italianos ha sido fundamental para el desarrollo de su labor, orientada a impulsar el progreso en la zona y de fomentar una actitud emprendedora con sentido cooperativo en la población. Los jóvenes voluntarios atraídos por el proyecto del padre Ugo, saben que la finalidad de su trabajo es ayudar al prójimo mediante la acción para lo cual, según palabras de muchos, significa «dejar las comodidades de su país natal para ir a ayudar a los más pobres y así darle algo de sentido a su vida».

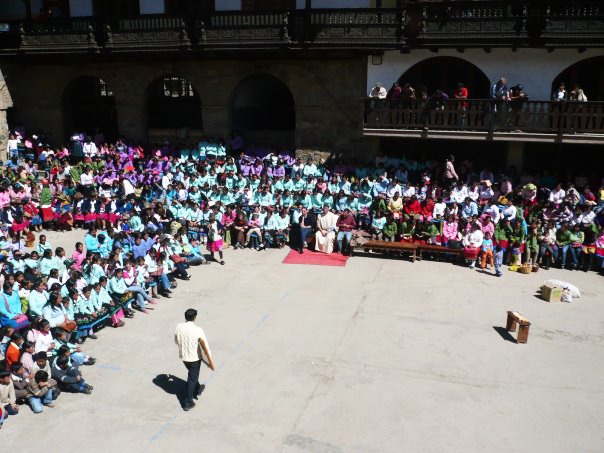
Niños del Oratorio de Los Andes en Chacas

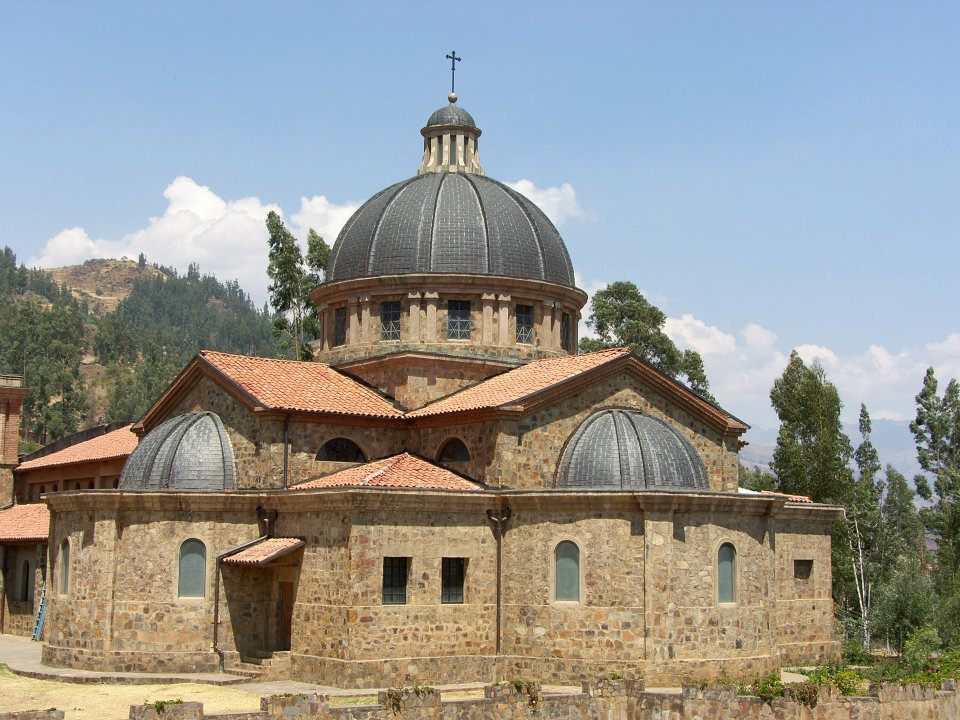
Santuario del Señor de Pomallucay, ubicado en San Luis, Áncash. Construido por los voluntarios entre 1985 y 1987

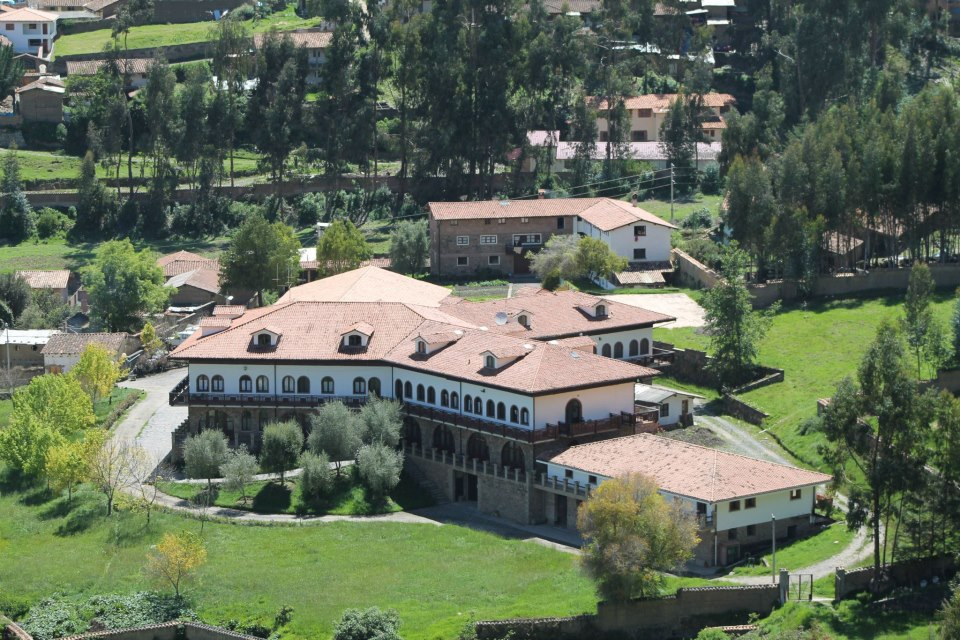
Hospital Mama Ashu, ubicado en Chacas.

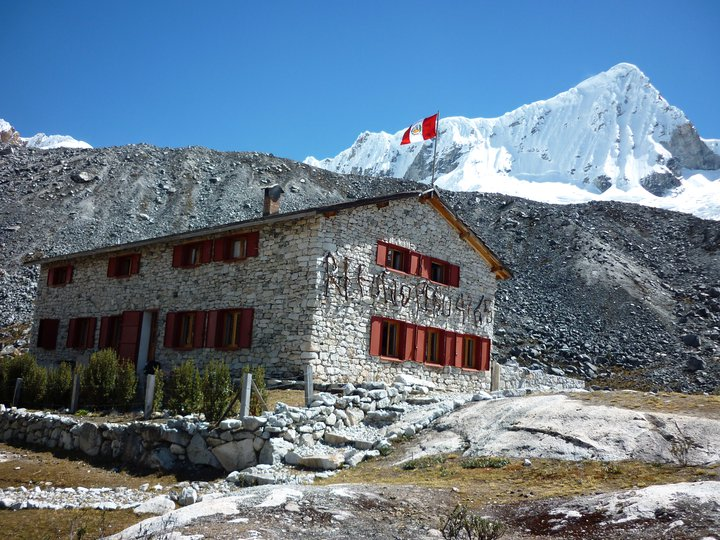
Refugio Perú a 4765, ubicado en el campo morrena del nevado Pisco.

Oratorio Don Bosco en los Andes. Creó el oratorio para los niños que no tenían cabida en las escuelas de tallado con la finalidad de darles ayuda práctica. En el 2005, cuando el Cardenal de Milán, Carlo María Martini, visitó Chacas y Pomallucay para inaugurar un centro de rehabilitación financiado por la diócesis italiana, dijo lo siguiente: «Siempre he deseado ver con mis propios ojos cómo era el oratorio de Valdocco cuando estaba Don Bosco. Mi deseo se ha cumplido aquí, a los pies de los Andes».
Seminario de Pomallucay. En el centro poblado de Pomallucay de la provincia de Carlos Fermín Fitzcarrald que en 2007 albergaba a unos cuarenta clérigos
Hospital Mama Ashu. Localizado en Chacas, es un moderno centro de salud con 36 camas, sala de emergencia, radiología, laboratorio, sala de parto, sala de operaciones, farmacia y consultorio dental. Suelen estar atendidos por médicos y enfermeras italianos que dedican su tiempo a enseñar a los médicos de la zona.
Papa chacasina. En convenio con la Universidad Agraria, el padre gestionó la producción de un híbrido de semilla sexual de papa que permitiría a los agricultores de la zona obtener mayores rendimientos, el proyecto dejó de investigarse por falta de financiamiento en el año 2000.
Escuela Taller Don Bosco. Tras seis semestres académicos, los alumnos reciben el título de especialistas en construcciones artísticas en madera, aprendiendo también Diseño Artístico, Historia del Arte y Ciencias.
Taller y cooperativa "María Auxiliadora". Escuela de tejido para damas. Creada en Yanama, Huaipán, San Luis, Tinti, Uco, Raspapampa y San Martín. También cuenta con una cooperativa para fabricar, principalmente, chompas (jerséis) de alpaca que son exportadas a Italia.
Instituto de Enfermería Don Bosco. Ubicado en Chacas, funciona en el complejo hospitalario Mama Ashu.
Casas de acogida. En las ciudades ancashinas de Yanama (para 40 niños de 2 a 10 años), en San Luis (para niños con discapacidad), en Tomanga, Llamellín y en Ñaña (Lima) para huérfanos y abandonados.
 Forestación. Cada año se plantaban más de un millón de plantas.
Centrales hidroeléctricas de Collo y Jambón. Ubicadas en Chacas, abastecen de energía a las provincias de Asunción y Carlos Fermín Fitzcarrald, beneficiando así a más de 5000 familias.
Refugios de alta montaña. En la actualidad, existen instalados 5 refugios: Refugio Perú (4765 m), Refugio Ishinca (4350 m), Refugio Don Bosco (4670 m), Refugio Vivaque Longoni (5000 m) y Refugio Contrahierbas que dan cobertura a picos como Huandoy (6395 m), Pisco (5752 m), Urus (5495 m), Ishinca (5530 m), Tocllaraju (6030 m), Palcaraju (6270 m), Ranrapalpa (6162 m), Ocshapalpa (5888 m), Contrahierbas y Huascarán

## Distinciones y homenajes

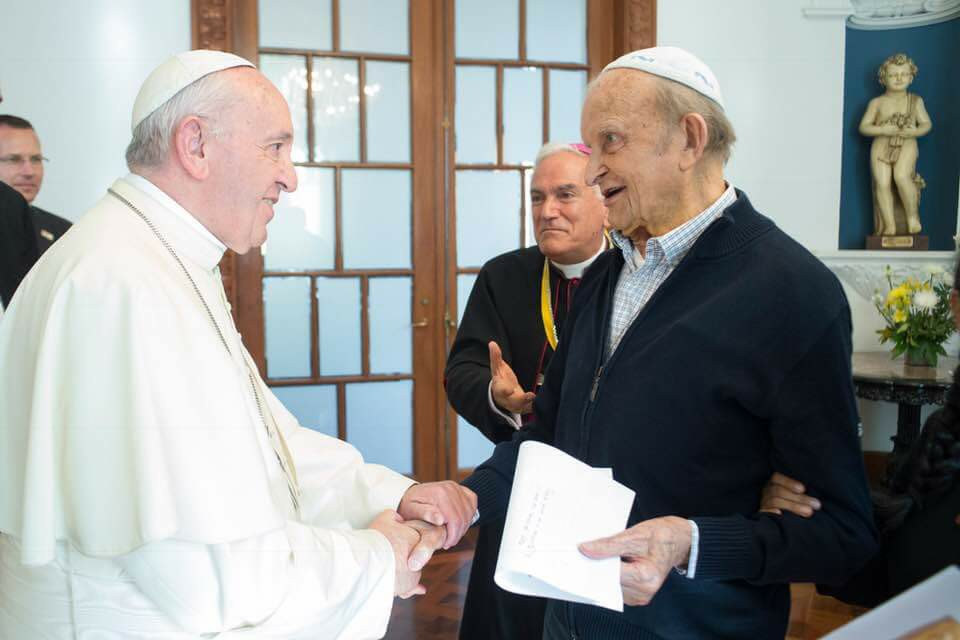
Ugo de Censi y el papa Francisco, durante su visita al Perú en enero de 2018.

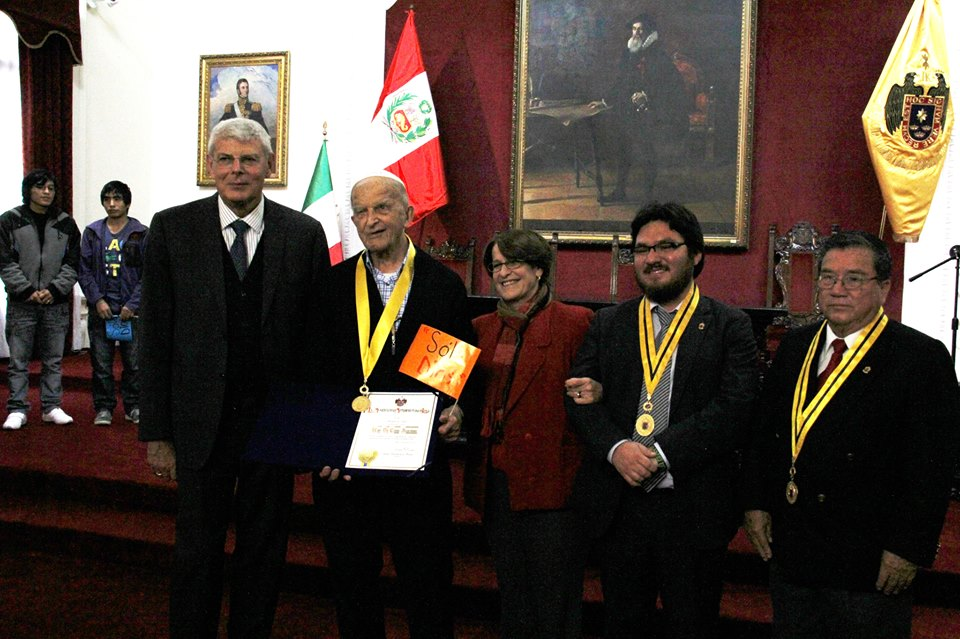
Condecoración con la Medalla de Lima, otorgada el 12 de agosto de 2013. En la foto: el embajador de Italia en Perú, Guglielmo Ardizzone, Ugo de Censi, la alcaldesa de Lima, Susana Villarán y los regidores de la comuna limeña.

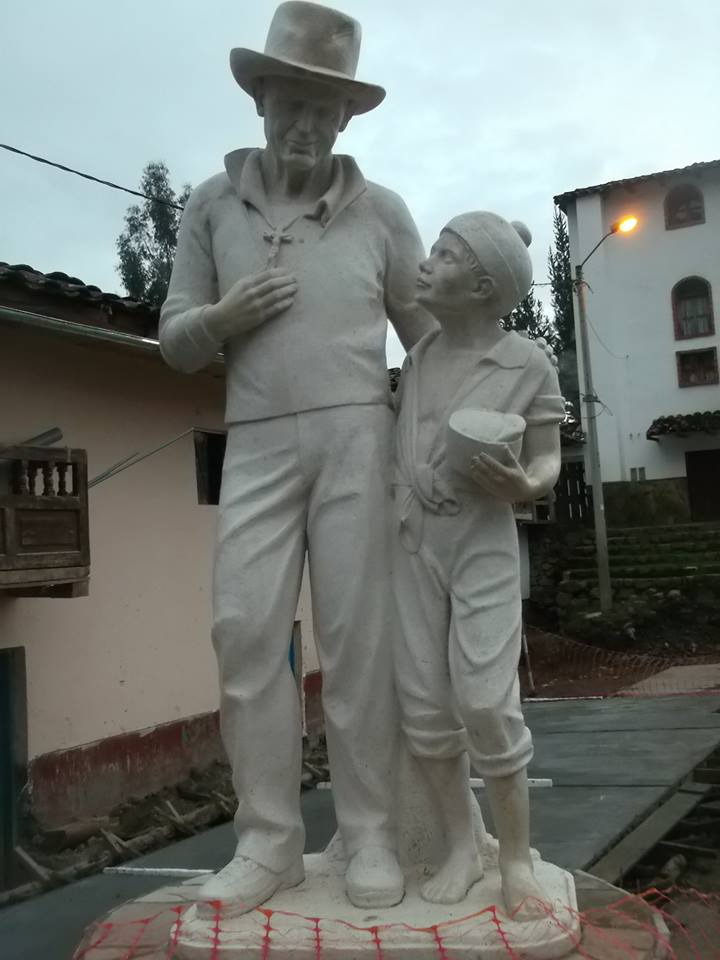
Estatua develada en septiembre de 2016 en el centro poblado de Sapchá en Chacas.

Por la destacada labor religiosa y social que desarrolló en el Perú, dirigida en especial a la juventud y los pobladores más necesitados:
- 1997
  -  «Huésped Ilustre e Hijo Predilecto de Chacas», medalla y llaves de la ciudad otorgadas por la Municipalidad de Asunción y el Centro Representativo Chacas.
- 1999
  -  Gran Oficial de la Orden al Mérito de la República Italiana
- 2002
  -  Comendador de la Orden al Mérito por Servicios Distinguidos, otorgado por el Congreso de la República del Perú
  - Medalla de Oro Santo Toribio de Mogrovejo otorgada por la Conferencia Episcopal Peruana
- 2003
  -  "Amauta", Orden de las Palmas Magisteriales concedida por el Ministerio de Educación del Perú
  - "Padre Ejemplar", medalla de honor concedida por el Gobierno Regional de Áncash
- 2004
  - La institución educativa primaria de Chacas es rebautizada con su nombre: «Maestro Hugo de Censi»
- 2005
  -  Gran Oficial de la Orden al Mérito por Servicios Distinguidos, otorgada por la presidencia de la República del Perú
  -  Gran Oficial de la Orden del Trabajo, otorgado por el Ministerio de Trabajo del Perú[13]
- 2006
  -  Caballero de Gran Cruz de la Orden al Mérito de la República Italiana
  - Fundación del colegio Padre Ugo de Censi en Los Olivos - Lima[14]
- 2007[15]
  -  Caballero Gran Cruz de la Orden El Sol del Perú, entregado por el Congreso de la República del Perú
  - Nacionalidad Peruana concedida por el Congreso de la República y la Cancillería de la República del Perú
- 2010
  - Condecoración con la Medalla Ministerio de Energía y Minas del Perú[16]
- 2013
  - Hijo predilecto de la comune italiana de Formazza.
  - Condecoración con la Medalla de Lima por su destacada trayectoria, otorgada por la Municipalidad Metropolitana de Lima
- 2014
  - Condecoración con la Medalla de Honor de la Región Áncash, otorgada por el Gobierno Regional de Áncash
  - La segunda cima del Nevado Camchas, en la Cordillera Blanca, es bautizada como Cima Padre Ugo (5.138 m s. n. m.) por una expedición italiana.[17]
  - Condecoración con la Medalla de Honor del distrito de Pueblo Libre, Lima
- 2015
  - Premio Adulto Mayor por su destacado servicio social a favor de los pobres, otorgado por la compañía Prima AFP
  - Medalla al Mérito Ciudadano otorgada por el Consejo de Ministros del Perú
- 2016
  - Estatua conmemorativa del centro poblado de Sapchá, Áncash. En honor a la noble labor a favor de los niños realizada cuando fue párroco de Chacas y líder de la Operación Mato Grosso.
- 2018

- - Parque de la Caridad Ugo de Censi, ubicado en Nuevo Chimbote, Áncash.
  - El teatro municipal de Nuevo Chimbote es rebautizado con su nombre: «Teatro Ugo de Censi».
  - Decreto municipal de Chacas que nombra a la plaza de armas del pueblo como Plaza Ugo de Censi, y el plantado de un árbol en su honor.
- 2019
  - Destacado como uno de los 20 docentes más influyentes del Perú entre 2008 y 2018.
  - Inauguración de la Escuela Total Ugo de Censi en los arenales de Nuevo Chimbote, su última obra gestionada en vida.
  - El municipio de Chacas declara el 2 de diciembre de cada año como día no laborable en el ámbito provincial.
  - Condecoración por el Gobierno Regional de Áncash.
  - Desde 2019, se celebran rezos en Chacas entre los días 23 de noviembre y 2 de diciembre.